# Бриджуотер (Массачусетс)
Бриджуотер (англ. Bridgewater) — город в округе Плимут, штат Массачусетс, на северо-востоке США. Согласно Переписи населения США 2010 года, население города составляло 26 563. Бриджуотер находится в 40 км к югу от Бостона и в 56 км к востоку от города Провиденс.

## География
Согласно Переписи населения США 2010 года, площадь города составляет 73 км². 2,5 % города (1,8 км²) — водная поверхность. По площади, Бриджуотер занимает 99-е место в Массачусетсе (из 351) и 8-е (из 27) в Плимуте.
На северо-западе город граничит с Вест-Бриджуотер, с Галифакс на востоке, Ист-Бриджуотер на северо-востоке, Миддлборо на юге и городом Рэйнхем на западе. Бриджуотер находится в 8 км к югу от города Броктон, в 16 км на северо-востоке от города Тонтон и в 40 км к югу от Бостона.
Через город течёт река Тонтон. В Бриджуотере есть также несколько озёр. Крупнейшее из них, Ниппеникет, находится на западном краю города. Рядом находится также лес и несколько заповедников. На западе от города находится Хокомокское болото. Большая часть Хокомокского болота образует так называемый Бриджуотерский треугольник, на территории которого якобы видели бигфутов, мистических чёрных пантер, НЛО и др. Криптозолоог Лорен Коулман сравнивал Бриджоутерский треугольник с Бермудским.

## Демография
Согласно переписи населения 2000 года, в городе жило 25 185 человек, 5584 семьи. Плотность населения составила около 353,7 чел./км². Около 87 % населения составили белые.
| Год  | Численность | Численность |
| ---- | ----------- | ----------- |
| 1850 | 2790        |             |
| 1860 | 3761        |             |
| 1870 | 3660        |             |
| 1880 | 3620        |             |
| 1890 | 4249        |             |
| 1900 | 5806        |             |
| 1910 | 7688        |             |
| 1920 | 8438        |             |
| 1930 | 9055        |             |
| 1940 | 8902        |             |
| 1950 | 9512        |             |
| 1960 | 10 276      |             |
| 1970 | 12 911      |             |
| 1980 | 17 202      |             |
| 1990 | 21 249      |             |
| 2000 | 25 185      |             |
| 2010 | 26 563      |             |
| 2020 | 28 633      | [ 5 ]       |

## Известные уроженцы, жители
Чарльз Р. Гарри (Гэрри, Charles R. Garry, урождённый Гарабед Гарабедян, Garabed Garabedian; 1909 —  1991) — армянско-американский адвокат по гражданским правам левых взглядов.

## История
Поселение было основано в 1650 году как пригород Даксбери. В 1656 году поселение было отделено и начало функционировать как отдельный город в Плимутской колонии. С 1686 по 1689 года город находился на территории доминиона Новая Англия.